# Кояндинська сільська адміністрація
Коянди́нська сільська адміністрація (каз. Қоянды ауылдық әкімдігі, рос. Кояндинская сельская администрация) — адміністративна одиниця у складі Цілиноградського району Акмолинської області Казахстану. Адміністративний центр та єдиний населений пункт — село Коянди.
Населення — 9545 осіб (2021; 2954 у 2009, 319 у 1999, 389 у 1989).
Станом на 1989 рік існувала Кіровська сільська рада (села Будьонне, Дорожнє (райавтодор), Кірово, Коянди, ЛПУ-10 (Зелене), ПЧЛ-2, Талапкер). 1993 року Кіровська сільрада перетворена в Коктальський сільський округ (села Кажимукан, Коктал, Коянди, ЛПУ-10, Райавтодор, Талапкер, селище Роз'їзд 96). В 1999-2000 роках села Коктал, ЛПУ-10 та Райавтодор були включені до складу міста Астана. 2000 року утворено Талапкерський сільський округ (села Кажимукан, Коянди, Талапкер, селище Роз'їзд 96). Пізніше до його складу також увійшли села Кизилсуат, Малотимофієка та Шубар ліквідованого Шубарського сільського округу. 2007 року села Коянди, Малотимофієвка та Шубар утворили окремий Кояндинський сільський округ. 2019 року села Аккайин (колишнє село Малотимофієвка) та Шубар були передані до новоствореного Кизилсуатського сільського округу, Кояндинський сільський округ перетворено в сільську адміністрацію.